# Tirez la langue, mademoiselle
Pour plus de détails, voir Fiche technique et Distribution.
Tirez la langue, mademoiselle est une comédie dramatique française réalisée par Axelle Ropert, sorti le 4 septembre 2013.

## Synopsis
Boris et Dimitri Pizarnik sont médecins dans le quartier chinois à Paris. Ils sont frères, leur relation est fusionnelle, ils vivent dans le même immeuble. C'est ensemble qu'ils ont soigné leur mère malade, c'est ensemble qu’ils pratiquent leur métier, consacrant tout leur temps et toute leur attention à leurs patients. Dimitri semble plus fragile, alcoolique repenti, Boris est plus rude et fermé.
Une nuit, ils sont amenés à soigner une petite fille diabétique, Alice, que sa mère, Judith, élève seule. Ils tombent tous deux amoureux d'elle. Mais si Judith choisit Boris, elle n'a pas tout à fait rompu le lien avec le père d'Alice qui revient impromptu. Bientôt, tout sera bouleversé...les deux frères vont se quitter, l'un va peut-être être heureux avec la femme qui les avait séparés, l'autre semble voué à la solitude mais l'amour fraternel subsiste.

## Fiche technique
- Titre : Tirez la langue, mademoiselle
- Réalisation : Axelle Ropert
- Scénario : Axelle Ropert
- Photographie : Céline Bozon
- Décors :
- Costumes : Delphine Capossela
- Montage : François Quiquere
- Musique : Benjamin Esdraffo
- Producteurs : David Thion et Philippe Martin
- Production : Les Films Pelléas, en association avec les SOFICA Cinémage 7 et Indéfilms 1
- Distribution : Pyramide Distribution
- Pays :  France
- Durée : 102 minutes
- Genre : comédie dramatique
- Dates de sortie :
  -  France : 4 septembre 2013

## Distribution
- Cédric Kahn : Dr Boris Pizarnik
- Laurent Stocker : Dr Dimitri Pizarnik
- Louise Bourgoin : Judith Durance
- Paula Denis : Alice Durance
- Serge Bozon : Charles
- Camille Cayol : Annabelle, la secrétaire médicale
- Jean-Pierre Petit : Max Fuzetti, le père d'Alice
- Alexandre Wu : Kay
- Espérance Pham Thai Lan : la mère de Kay
- Gilles Gaston-Dreyfus : M. Perez

## Accueil de la critique
Pour Le Figaro, le film est « une comédie rêveuse » dans laquelle la réalisatrice réussit à « faire circuler l'émotion et l'humour avec une légèreté aérienne, à travers un dispositif de mise en scène qui joue subtilement des lieux et des moments », faisant le parallèle avec l'univers médical des livres de Martin Winckler.